# سيسيل أميرة اليونان والدنمارك
سيسيل أميرة اليونان والدنمارك، (باليونانية: Πριγκίπισσα Καικιλία της Ελλάδας και Δανίας). كانت الطفلة الثالثة من بين خمسة أطفال للأمير أندرو من اليونان والدنمارك والأميرة أليس من باتنبرغ، ولدت في الثاني والعشرين من مايو عام 1911، وتوفيت في السادس عشر من نوفمبر عام 1937 عن عمر يناهز السادس والعشرين في حادث تحطم طائرة.